# Cuartilla (papel)
Una cuartilla es una hoja de papel cuyo tamaño era tradicionalmente de 157
,5 × 215 mm (medio folio).
Un pliego tiene un tamaño de dos folios, y cada uno de estos dos cuartillas. Se llamaba cuartilla porque era la cuarta parte de un pliego de papel. La mitad de una cuartilla es una octavilla.
Desde la adopción del sistema ISO 216, el formato antiguo de cuartilla ha caído en desuso, pero el término sigue presente en el lenguaje y se llama cuartilla al formato A5, que mide 148 × 210 mm y que se corresponde aproximadamente con la vieja cuartilla.
Al parecer, en algunos lugares se considera que una cuartilla es un cuarto de la hoja de papel, independientemente del tamaño (formato). Erróneamente, a menudo se confunde cuartilla con carilla, es decir, página.

## Entorno académico y editorial

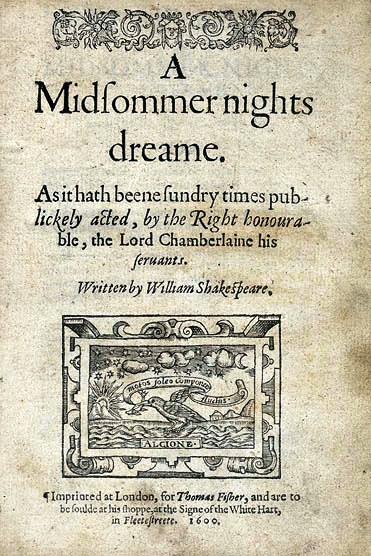
Portada de la primera edición en formato de quarto de la obra El sueño de una noche de verano, año 1600

En la encuadernación, los distintos tamaños de los libros, se conocen como: en folio, en cuarto y en octavo, correspondiendo con los respectivos tamaños del papel. Normalmente se imprimia el libro en pliegos, poniendo cada página en su sitio, y luego se plegaba y se encuadernaba en el tamaño adecuado (folio, cuarto,...), de modo que para leerlo había que cortar las páginas con un cortapapeles. En general estos libros se encuadernaban "en rústica" y, si el lector quería, los encuadernaba "en pasta", y previamente se cortaban los bordes con una cizalla, quedando las páginas libres.

## En países anglosajones
En estos países el llamado quarto (que no cuartilla) en encuadernación es aproximadamente de 10 pulgadas (250 mm) de altura por 8 pulgadas (200 mm) de ancho, tamaño mayor que el de nuestra cuartilla y casi equivaldría a lo que en la península se llamaba holandesa. El nombre proviene de que era la cuarta parte de una hoja de tamaño aproximado de un doble pliego.
Un  quarto también es la cantidad aproximada de palabras que caben en dicha medida de papel, aproximadamente 1700 caracteres, aunque dicha cifra no es rígida ni exacta. Como ejemplo de ello, un artículo titulado "Una cuartilla breve para una literatura grande" publicado en 2012 en el Diario "El Espectador" de Colombia, con motivo del centésimo vigésimo quinto aniversario de su fundación, contiene 2671 caracteres e ilustra cómo el término sigue teniendo uso y vigencia en el siglo XXI.
El First Folio de William Shakespeare fue impreso en el año 1600 en tamaño quarto.